# 京畿湾
京畿湾（けいきわん、キョンギわん、朝鮮語: 경기만）は黄海に臨む、韓国京畿道岸にある湾。韓国第2の港である仁川港がある。
幅約100 km、海岸線の延長は約528 km。漢江、臨津江を初めとした多数の河川の河口や江華島、永宗島など200個余りの島々が点在している。潮汐の干満の差が8 - 10 mもあり、干潟が多い。近年では京仁工業地帯と呼ばれ、工業が発達している。